# シブリー郡 (ミネソタ州)
シブリー郡（英: Sibley County）は、アメリカ合衆国ミネソタ州の南部に位置する郡である。2010年国勢調査での人口は15,226人であり、2000年の15,356人から0.8％減少した。郡庁所在地はゲイロード市（人口2,305人）であり、同郡で人口最大の都市でもある。

## 地理
アメリカ合衆国国勢調査局に拠れば、郡域全面積は600.41平方マイル (1,555.1 km2)であり、このうち陸地588.65平方マイル (1,524.6 km2)、水域は11.76平方マイル (30.5 km2)で水域率は1.96％である。ラッシュ川流域の大半が郡内にある。

### 湖
シブリー郡には21の湖があり、そのうち1つは隣接するニコレット郡にも一部が入っている。

### 主要高規格道路
| - アメリカ国道169号線 - ミネソタ州道5号線 - ミネソタ州道15号線 - ミネソタ州道19号線 | - ミネソタ州道22号線 - ミネソタ州道25号線 - ミネソタ州道93号線 |

### 隣接する郡
- マックロード郡 - 北
- カーバー郡 - 北東
- スコット郡 - 東
- ルシュール郡 - 南東
- ニコレット郡 - 南
- レンビル郡 - 西、北西

## 人口動態

人口ピラミッド

以下は2000年の国勢調査による人口統計データである。
| 基礎データ - 人口: 15,356人 - 世帯数: 5,772 世帯 - 家族数: 4,086 家族 - 人口密度: 10人/km2（26人/mi2） - 住居数: 6,024軒 - 住居密度: 4軒/km2（10軒/mi2） 人種別人口構成 - 白人: 95.57% - アフリカン・アメリカン: 0.12% - ネイティブ・アメリカン: 0.26% - アジア人: 0.33% - その他の人種: 3.09% - 混血: 0.62% - ヒスパニック・ラテン系: 5.43% 先祖による構成 - ドイツ系：65.7％ - ノルウェー系：6.3％ 年齢別人口構成 - 18歳未満: 27.7% - 18-24歳: 7.5% - 25-44歳: 27.1% - 45-64歳: 21.3% - 65歳以上: 16.4% - 年齢の中央値: 37歳 - 性比（女性100人あたり男性の人口） - 総人口: 102.9 - 18歳以上: 99.9 | 世帯と家族（対世帯数） - 18歳未満の子供がいる: 33.6% - 結婚・同居している夫婦: 61.1% - 未婚・離婚・死別女性が世帯主: 5.8% - 非家族世帯: 29.2% - 単身世帯: 25.4% - 65歳以上の老人1人暮らし: 13.0% - 平均構成人数 - 世帯: 2.60人 - 家族: 3.14人 収入と家計 - 収入の中央値 - 世帯: 41,458米ドル - 家族: 48,923米ドル - 性別 - 男性: 31,002米ドル - 女性: 22,527米ドル - 人口1人あたり収入: 18,004米ドル - 貧困線以下 - 対人口: 8.1% - 対家族数: 5.1% - 18歳未満: 9.8% - 65歳以上: 7.8% |

### 収入

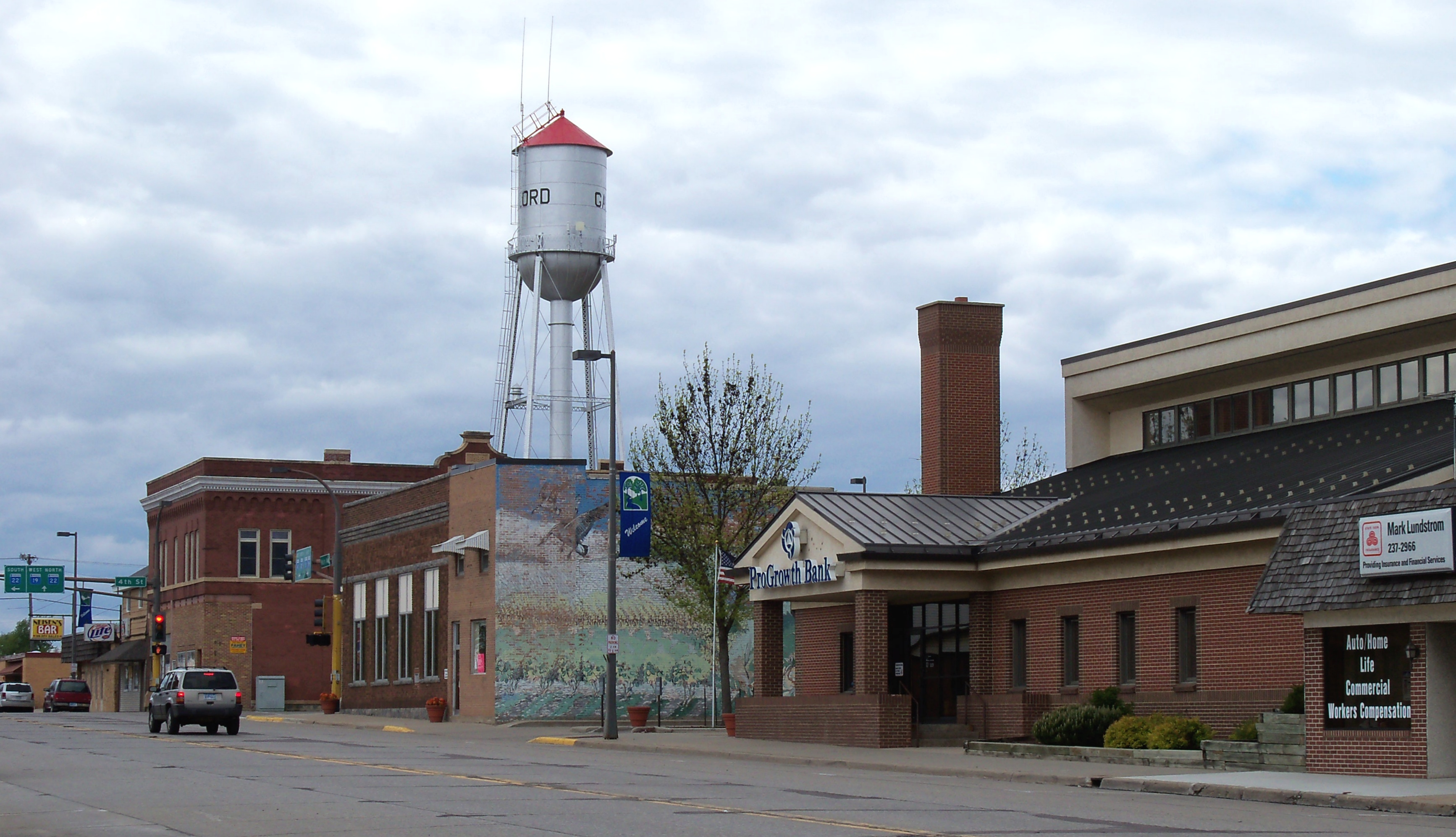
ゲイロード市中心街

## 都市と郡区
| 都市 | 郡区 | 郡区 |
| --- | --- | --- |
| - アーリントン - ゲイロード - 郡庁所在地 - ギボン - グリーンアイル - ヘンダーソン - ルシュール † - ニューオーバーン - ウィンスロップ | - アルフスボーグ - アーリントン - ビスマーク - ドライデン - コーニッシュ - ファクソン - グラフトン - グリーンアイル - ヘンダーソン | - ジェッセンランド - ケルソー - モルトケ - ニューオーバーン - セベランス - シブリー - トランジット - ワシントンレイク |

- † ルシュール市は主にルシュール郡に入っているが、シブリー郡にも跨っている